# 航海王電影：GOLD
《航海王電影：GOLD》（ワンピース フィルム ゴールド）是改编自日本漫畫家尾田榮一郎的著名漫畫《ONE PIECE》第13部電影版，由作者尾田榮一郎擔任製作總指揮，日本於2016年7月23日上映。
本作舞台是被稱為世界政府無法干預的絕對聖域，世界最大娛樂城市，其掌門人是吃了黃金果實的黃金大帝基爾德·泰佐羅，他無窮的野心即將撼動新世界的勢力版圖。本作聲優嘉賓也相當豪華如同片名般，網羅了知名演員、歌手、藝人、模特兒等。

## 劇情
|                                     | 那是，統率世界的力量。 （） |
| ——《ONE PIECE FILM GOLD》，宣傳標語 |                             |

在偉大航路上閃耀著黃金般的璀璨光芒，有著世界最大的娛樂城市之稱的「Grantesoro」，擁有者是吃下黃金果實的「黃金大帝」基爾德·泰佐羅，有著與世界政府抗衡的財力與權力。誤闖入連世界政府都無法輕易干預的絕對聖域，草帽海賊團在世上最大的娛樂都市裡受到邀約前往「Grantesoro」參加娛樂活動，然而他們在這一片歌舞昇平的歡樂的氛圍中發現黃金大帝不為人知的可怕計畫。加上受到泰佐羅与他同样具有惡魔果實之能力的手下们的陰謀下陷入困境，還讓索隆被胁为人质。魯夫等人在城中偶遇娜美的老友卡莉娜的帮助下，一起开展拯救索隆、打倒泰佐羅的行动，面對著擁有黃金果實之能力的泰佐羅，他無窮的意圖與撼動新世界勢力版圖的計畫，與新的能力者對決，草帽海賊團該如何應對？面對最強大敵人的魯夫等人，一場賭上生命的戰爭，史上最激烈決鬥即將展開。

## 登場角色

### 原作角色
| 角色名稱        | 配音員     | 配音員     | 配音員     | 配音員     |
| 角色名稱        | 日本       | 臺灣       | 香港       | 中国大陆   |
| 草帽海賊團      | 草帽海賊團 | 草帽海賊團 | 草帽海賊團 | 草帽海賊團 |
| --------------- | ---------- | ---------- | ---------- | ---------- |
| 蒙其·D·魯夫     | 田中真弓   | 詹雅菁     | 周恩恩     | 楊天翔     |
| 羅羅亞·索隆     | 中井和哉   | 宋克軍     |            | 趙毅       |
| 娜美            | 岡村明美   | 許淑嬪     | 鄭家蕙     | 乔诗语     |
| 騙人布          | 山口勝平   | 符爽       | 黃啟明     | 郝祥海     |
| 賓什莫克·香吉士 | 平田廣明   | 孫中台     | 李家傑     | 藤新       |
| 多尼多尼·喬巴   | 大谷育江   | 詹雅菁     | 鄧潔麗     | 山新       |
| 妮可·羅賓       | 山口由里子 | 許淑嬪     | 王慧珠     | 季冠霖     |
| 佛朗基          | 矢尾一樹   | 符爽       | 柯偉聰     | 圖特哈蒙   |
| 布魯克          | 長         | 宋克軍     | 簡懷甄     | 郭盛       |
| 其他原作角色    |            |            |            |            |
| 薩波            | 古谷徹     | 孫中台     |            | 皇貞季     |
| 可亞拉          | 雪野五月   | 詹雅菁     | 鄭家蕙     | 幽舞越山   |
| 羅布·路基       | 關智一     | 宋克軍     |            | 吳凌雲     |
| 斯帕達姆        | 小野坂昌也 | 宋克軍     | 黃啟明     | 陳喆       |
| 赤犬            | 立木文彦   | 宋克軍     | 梁皓翔     | 李銚       |

### 本作角色
「GRAN TESORO」（グラン・テゾーロ）是個長10,000公尺的全身金子的巨船，是世界最大娛樂城市，是個被政府承認的獨立國家和非武裝地帶，是世界政府不可隨便出手的「絶對聖域」。意譯是大·寶藏的意思，都是意大利語裡的詞。

#### 泰佐羅一夥
基爾德·泰佐羅（Gildo Tesoro）
聲優：山路和弘／櫻井孝宏〈青年〉（日本）；孫中台／詹雅菁〈幼年〉（台灣）；李家傑／周恩恩〈幼年〉（香港）；張震（中國大陸）
年齡41歲，生日1月24日。「Gran Tesoro」掌門人，一流藝人，人稱「黃金大帝」、「新世界的怪物」，擁有全世界20%的貝里，君臨於賭場的賭場之王，甚至有能動用世界政府的力量。曾說過「沒有錢的人只會一事無成，只有被人給支配的份」。
特徵是向後梳的灰綠色中長髮，平時穿著粉色衣服和褲子，紫色墨鏡。其背上有一個巨大的五角星狀傷疤，掩蓋曾經是天龍人奴隸的印記。總是會穿的十分豪華加上全身都是金飾來接待客人。對別人沒在自己的許可下先笑出來感到厭惡（因為過去有身為奴隸的經歷）。
超人系「黃金果實」（ゴルゴルの実）能力者（已覺醒），擁有操控黃金的能力，能使黃金伸縮或變形，甚至是影響周圍的環境。
幼年期喜歡唱歌，出生在貧窮家庭，因為家裡很窮所以沒什麼朋友。由於在娛樂表演會場外面看到光鮮亮麗的表演者，對舞台充滿憧憬。然而嗜賭如命的父親因沉迷賭博敗光家產，導致父親後來得病時無法支付手術費用而病逝，從此抱持「金錢萬能」的想法，加上父親過世後家境更加貧困，母親開始討厭自己的歌聲。12歲時離家出走，因為沒錢吃飯所以開始偷錢，但也因此結交酒肉朋友，給對方錢就變成朋友，開始賭博、喝酒、打架的生活。
16歲時在賭場大敗，因朋友出賣被債主追殺，被債主攻擊後為保命而逃跑。經過人類販售店時遇見正在裡面準備被拍賣名叫『史黛拉』（Stella）的女子。史黛拉聽到自己的歌聲後覺得很棒而且很聊得來，因此對史黛拉產生鍾情決定要幫她贖身，從此由早到晚廢寢忘食的工作。工作休息的時候就會去找史黛拉聊天、唱歌、談論夢想。19歲時天龍人正好在他面前買走了史黛拉。為此憤怒地朝著天龍人發火但被保鑣抓住，因此成為罪犯被抓去給天龍人當奴隸作為處罰，沒有得到許可連笑都不行。雖然都在馬力喬亞，但是卻不知道史黛拉在馬力喬亞的哪個地方。
21歲時聽到史黛拉的死訊時為此感到非常傷心痛苦無法止住淚水，之後對錢更加的執著。26歲時因為費雪泰格的奴隸解放事件從聖地·馬力喬亞中成功逃走，之後用更大的星形符號把天龍人的標誌蓋住後，隨後隱匿起來做些壞事，相當的痛恨有錢人和貴族（包括天龍人）。
29歲時，聽說唐吉訶德家族舉行有包括黃金果實的拍賣會，在會場製造火災來獲得果實。其實多佛朗明哥只是想用這個果實來吸引客人，並沒有真的想賣出去的意思。32歲時名氣逐漸上升，多佛朗明哥也知道了自己是三年前事件的犯人。33歲時被唐吉訶德家族盯上時已經有相當的戰鬥力，泰佐羅將多佛朗明哥當年要拍賣黃金果實的價錢以自己的財產一部分來償還，並跟多佛朗明哥成為商業關係上的夥伴。
35歲時事業逐漸穩定加上部下也充足，建造黃金巨艦「GRAN TESORO」，內心所憎恨的“金之力”已經成為自己的力量。面對有錢人與貴族就成為更有錢的人，直至讓他們屈服於自己的腳下，發誓總有一天要讓所有的天龍人與世界貴族全部都也跪倒在自己的力量之前。在賭場輸掉錢的時候客人們那絕望的表情，對自己而言是最棒的表演。表演秀的名字就叫“Gold Stella Show”。並表示自己才是要成為這個世界的神的人。
41歲時，在草帽海賊團收到邀請函來到「GRAN TESORO」。在VIP貴賓賭場與魯夫賭博，輸就給魯夫十倍，贏了只收魯夫二倍的錢。透過部下芭卡拉的能力使草帽海賊團欠債三億二千萬，後把索隆抓住當做抵押品。向草帽海賊團表示是被騙的人不好。由於可以自由操縱在一開始所有人進場時所吸入的金粉雨，所以整艘船的住民、遊客都在自己的支配下，索隆也因此敗北，沒人能逃過，唯一的辦法就是用海水沖刷金粉。最後被魯夫以四擋擊敗，並由路基帶領的海軍移送法辦。
也曾在「銀礦島篇」、「黃金之心」中出場。

黃金噴泉
金光爆擊
金光天神之火
金光業火
金光天神之怒
卡莉娜（Carina）
聲優：滿島光〈特別演出〉（日本）；楊凱凱（台灣）；楊婉潼（香港）；黎筱濛（中國大陸）
19歳。「Gran Tesoro」歌姬。是個人氣非常高且貌美的歌姬，擁有美麗的歌喉。雖然和娜美面熟，並有過爭吵，但不知是敵是友。以前也是小偷，外號『女狐』（めぎつね），特徵是紫色長髮（平常是留著包頭），帶著狐狸造型耳環，愛騙人。獨特笑聲是"嗚嘻嘻嘻"（ウシシ）。
跟娜美是舊識，曾經因為竊取一個海賊團的寶物而被瘋狂的財寶獵人馬德·托雷傑所抓住，卡莉娜為了獲救說要將偷來寶物以及自己所有的財產來當兩個人贖金，娜美被卡莉娜當作了抵押，由卡莉娜一個人去取贖金，但卡莉娜出去之後再也沒回來，看似是出賣了娜美，然而其實是為了救娜美所做的障眼法。
在Gran Tesoro船上與娜美相認，表明她待在泰佐羅的身邊是為了竊取價值高達5000億貝里的「泰佐羅寶藏」，由此與娜美和魯夫討論合作，並幫助他們救出索隆。結果到後來發現卡莉娜背叛及騙了他們，根本沒有要偷的東西，正當大家絕望且索隆要被處刑的瞬間，突然湧出大量海水，被海水淋到的人們都解除了泰佐羅的控制，原來卡莉娜根本沒有背叛，一切都是卡莉娜與娜美的計謀。戰鬥結束後，據稱泰佐羅啟動了船上的自爆按鈕，卡莉娜自告奮勇要留下來解除爆炸，要讓娜美跟船上所有人趕快離開，結果最後根本沒有爆炸只有釋放煙火，得知她欺騙所有人然後偷走了整艘「Gran Tesoro」，成為本部作品最大的贏家。最後留給娜美的紙條上寫「身為女人必要靠智慧才能生存」。
也曾在「黃金之心」中出場。
田中先生（Mr. Tanaka）
聲優：濱田岳〈特別演出〉（日本）；詹雅菁（台灣）；盧恒宇（中國大陸）
「Gran Tesoro」VIP賭場保全負責人。頭比身體還大的二頭身男子。獨特笑聲是"噓嚕嚕嚕嚕"。於九年前加入，他是泰佐羅最初的部下，同時也是他的心腹大將，負責工作為交付世界政府天上金，將整個「Gran Tesoro」內部發生的狀況全部匯報給泰佐羅等等各項重大任務。
超人系「穿越果實」能力者，擁有可以讓一切物體脫落自由穿越無機物的能力。武器是一把手槍，戰鬥時會配合能力使用。
劇中最後決戰與香吉士、羅賓等人交戰，故意支開香吉士並拿槍脅持羅賓，卻反被花花果實能力趁隙抓住，最終被憤怒的香吉士給擊敗。
也曾在「銀礦島篇」、「黃金之心～」中出場。
芭卡拉（Baccarat）
聲優：菜菜緒〈特別演出〉（日本）；楊凱凱（台灣）；鄧潔麗（香港）；張碧玉（中國大陸）
「Gran Tesoro」VIP專屬接待員，泰佐羅一夥中唯一的女性幹部（不包含卡莉娜在內的話）。特徵是褐色肌膚和紅色長髮，腿部有著蛇及星星的刺青，說話會帶著英語腔調，負責工作為接待世界各地的名媛權貴，她的幸運能力對泰佐羅貢獻良多，也讓泰佐羅在不費吹灰之力的情況下得到許多奴隸，有著很好的記憶力，能夠輕易記下著名海賊的臉孔與其懸賞金。五年前加入泰佐羅一夥，對泰佐羅有好感。
超人系「幸運果實」能力者，被她碰觸到身體的人運勢會發生改變，平時戴著手套避免觸發能力。
劇中接待草帽一行人，帶到賭場享受娛樂。最後帶領他們到VIP貴賓級的賭場，吸取魯夫的運氣，使魯夫等人欠債三億二千萬。最後決戰騙人布、喬巴、布魯克交戰，被騙人布用計耗盡幸運後落敗。
戴斯（Dice）
聲優：小林劍道〈特別演出〉（日本）；孟慶府（台灣）；張聞天（中國大陸）
「Gran Tesoro」VIP賭場莊家。留著金色短髮（平常包著頭巾）和大鬍子的壯漢，全身有著發達的筋肉，身上的護手和服裝有骰子的1到6點數字。八年前原本是地下世界無人能敵的死亡角力手冠軍，後來被泰佐羅給看上，讓他在VIP貴賓級的賭場擔任擲骰子的工作。是個受虐狂，會自虐，被他人攻擊會感到很舒服。
武器是一把斧頭，配合擊破骰盅看賭注結果，但因為他本人比較喜歡用頭去擊破骰盅，所以斧頭根本沒意義。他有著特殊的力量和防禦力，會使用「武裝色霸氣」。
劇中最後決戰與索隆交戰落敗，落敗後舒服到講不出話來。

#### GRAN TESORO職員
里卡（Rikka）
聲優：坂本千夏（日本）；許淑嬪（台灣）；鄧潔麗（香港）；曹旭鵬（中國大陸）
「Gran Tesoro」底層員工。為替父母還債而工作的小男孩，黛波的哥哥。
黛波（Tempo）
聲優：渡邊菜生子（日本）；楊凱凱（台灣）；佟心竹（中國大陸）
「Gran Tesoro」底層員工。為替父母還債而工作的小女孩，利卡的妹妹。
達布當（Double Down）
聲優：竹中直人〈特別演出〉（日本）；宋克軍（台灣）
「Gran Tesoro」牛排店「WILD COW」店長。原為軍人，家人命喪於泰佐羅的陷阱中，自己則淪為泰佐羅的奴隸。
比特（Bit）
聲優：三吉彩花〈特別演出〉（日本）；楊凱凱（台灣）
「Gran Tesoro」烏龜車比賽前台的兔女郎。
萊普蕾（Repre）
聲優：武田玲奈〈特別演出〉（日本）；詹雅菁（台灣）
「Gran Tesoro」烏龜車比賽開始前揮動旗幟的兔女郎。
阿爾巴（Alba）
聲優：西野七瀨〈特別演出〉（日本）；楊凱凱（台灣）
「Gran Tesoro」高爾夫球童。負責接待海軍中將茶豚。
肌肉猛龜
聲優：稻尾真季〈特別演出〉〈特別演出〉（日本）；孫中台、宋克軍、符爽、孟慶府（台灣）
「Gran Tesoro」烏龜車動力來源。
紅眼貓頭鷹A～P
聲優：可樂餅〈特別演出〉（日本）
「Gran Tesoro」看守員，總共有16隻的紅眼貓頭鷹。

#### 烏龜車比賽選手
小肯特畢夫（Kent Beef Jr.）
聲優：古田新太〈特別演出〉（日本）；符爽（台灣）
「烏龜車比賽」編號1號賽車手。自稱「南海畜牧王」。比賽中與魯夫駕駛的6號車、達米斯伯爵駕駛的2號車一路奔向終點，後來被魯夫超車導致無緣奪冠。
波克（Pork）
聲優：古田新太〈特別演出〉（日本）；宋克軍（台灣）
「烏龜車比賽賽」編號1號賽車手搭擋。水牛，比賽中在肯特的指示下丟擲乾草束妨礙對手。
泰晤士伯爵
聲優：齊藤次郎（日本）；孫中台（台灣）
「烏龜車比賽」編號2號賽車手。「北海報紙大王」，頭戴飛行員帽的鷹勾鼻男。龜車大賽中與魯夫駕駛的6號車、肯特駕駛的1號車一路奔向終點，後來被魯夫超車導致無緣奪冠。
直線中士
聲優：間宮康弘（日本）；孟慶府（台灣）
「烏龜車比賽」編號3號賽車手。海軍中士。打赤膊身形肥胖的鬍子男，右腹有著被灰熊攻擊留下的爪痕，有著喜歡直線前進的固執性格，自稱自己的字典沒有「轉彎」這兩個字。也因此在第一個彎道就淘汰出局。
曲線（Curve）
聲優：成田凌〈特別演出〉（日本）；符爽（台灣）
「烏龜車比賽」編號3號賽車手搭擋。
白傑克（Whitejack）
聲優：竹中直人〈特別演出〉（日本）；孫中台（台灣）
「烏龜車比賽」編號4號賽車手，駕駛龜車與魯夫展開激戰的庸醫。龜車大賽中趁著吉米邁爾斯和斯特萊特軍曹出局的當下搶得第一名的位子，被肯特駕駛的裝甲賽車撞飛出去。
吉兒可（Kiruko）
聲優：佐藤亞璃紗〈特別演出〉（日本）；許淑嬪（台灣）
「烏龜車比賽」編號4號賽車手搭擋。護士，特技是變臉。龜車大賽中在白傑克的指示下用手持的巨大針筒射出藥水妨礙對手。
吉米麥亞茲（Jimmy Myers）
聲優：可樂餅〈特別演出〉（日本）；宋克軍（台灣）
「烏龜車比賽」編號5號賽車手。"吉米商業有限公司"的社長，手握方向盤就會暴露第二人格，龜車大賽一開始位居第一，但馬上就被斯特萊特軍曹用車上配置的大砲連人帶車轟飛出去。
比賽實況
聲優：三宅正治〈特別演出〉（日本）；孟慶府（台灣）
「烏龜車比賽」實況員。

#### 長長海賊團
長長船長
聲優：高木涉（日本）；孟慶府（台灣）
長長海賊團船長，長頭，本名非常長，原本在「Gran Tesoro」輸得精光，想回來復仇，劇中一開始遇到草帽海賊團並打算襲擊他們，向魯夫襲擊反被打倒。
納西
聲優：檜山修之（日本）；符爽（台灣）
長長海賊團成員，武器為一把長劍。劇中一開始隨同船長襲擊草帽海賊團，向索隆襲擊反被打倒。
巴倫
聲優：乃村健次（日本）；孟慶府（台灣）
長長海賊團成員，長腳族。劇中一開始隨同船長襲擊草帽海賊團，向香吉士襲擊反被打倒。
尼普斯
聲優：魚建（日本）；宋克軍（台灣）
長長海賊團成員，劇中一開始隨同船長襲擊草帽海賊團，向佛朗基襲擊反被打倒。
摩金（Morkin）
聲優：NADAL〈特別演出〉（日本）；符爽（台灣）
長長海賊團成員，外型為一隻手上配戴長鐵爪的白猴。劇中一開始隨同船長襲擊草帽海賊團，向布魯克襲擊反被打倒。

#### GRAN TESORO訪客
雷茲·馬克斯（Raise Max）
聲優：北大路欣也〈特別演出〉（日本）；宋克軍（台灣）；張遙函（中國大陸）
傳說中的賭徒，佛朗基表示雷茲曾是他小時候的偶像，在地下與魯夫相遇。他的真實身份其實是革命軍的重要人物，目的正是衝著「黃金大帝」泰佐羅來的。
克馬艾爾聖（Saint Camael）
聲優：三村勝和〈特別演出〉（日本）；孟慶府（台灣）
天龍人，有著藍色長鼻子，没事總喜歡搖頭晃腦，說話常常帶著“咦喲喲”的尾音，帶領自己的兩個女兒與部下等人前往「Gran Tesoro」向泰佐羅收取天上金。但還沒見到泰佐羅前就先被娜美等人擊昏並頂替，最後連同船上奴隸一起被釋放。

#### 其他角色
馬德·托雷傑（Mad Treasure）
聲優：小栗旬〈特別演出〉（日本）；陳彥鈞〈特別版〉／孟慶府〈劇場版〉（台灣）
史上最凶殘最瘋狂的財寶獵人，在劇中於娜美的回憶中登場，曾經抓過娜美與卡莉娜。也在《特別篇 ～黃金之心～》中登場。
史黛菈（Stella）
聲優：魏涼子（日本）；楊凱凱（台灣）；周恩恩（香港）
泰佐羅年輕時的初戀情人。18歲。外貌特徵長橘髮、綠眼，跟娜美非常相似。因自幼時被嗜好賭博的父親所累成為待拍賣的奴隸。在人類販售店中遇見因為賭博輸錢被債主追殺的泰佐羅，覺得泰佐羅的歌聲很棒然後相當聊得來。令泰佐羅對她產生鍾情然後想給她贖身，可惜在三年後終於被天龍人買走，導致泰佐羅不顧自己的安危向天龍人開火卻也淪為奴隸，777卷提及她成為了天龍人的奴隸，但可惜還沒等到費雪泰格將所有天龍人的奴隸都全部解放就離世，她的死是其中一個令泰佐羅的人格與內心變得扭曲、对金钱无比执着的開端。
其實史黛拉是幸福地笑着逝去的，因為她回想起在那三年間的自己就覺得非常幸福、在她內心中是打從心底的被泰佐羅關愛的關係。不過泰佐羅不知道這件事。史黛拉說泰佐羅出現在自己的面前並且說出「讓自己打從心底感到很幸福」。
電影未上映前是以「掌握故事劇情關鍵的神秘女性」作為稱呼。

## 製作
自2012年12月《航海王電影：Z》上映的3年半後，官方決定製作新劇場版《航海王電影：GOLD》，作者尾田榮一郎親自參與製作，用金色作為主題。

### 工作人員
- 原作：尾田榮一郎（集英社 週刊「少年Jump」連載）
- 監督：宮元宏彰（電視動畫「ONE PIECE」三代目總監督）
- 劇本：黑岩勉
- 音樂：林友樹
- 劇中曲：小島麻由美
- 人物設計・總作画監督：佐藤雅將
- 美術監督：小倉一男
- 美術設定：須江信人
- 色彩設計：永井留美子
- CG總監督：熊沢諭
- 撮影監督：和田尚之
- 製作担当：稲垣哲雄
- 制作協力：東映
- 制作：東映動畫、富士電視台

## 音樂
主題曲
作詞&作曲：、主唱：GLIM SPANKY
原作者・尾田栄一郎的推薦主題曲。
劇中曲
作詞&作曲：小島麻由美、主唱：山路和弘（泰佐羅） & 滿島光（卡莉娜）
劇中敵方角色吉爾德·泰佐洛與卡莉娜的歌中劇中曲。

## 發行

### 影碟
日本地區於2016年12月28日發行BD&DVD。

### 電視播放
日本
- 富士電視台：

 臺灣
- 東森電影台：2017年7月15日 星期六 21:00-23:35 全台首播

 香港
- ViuTV：2017年11月5日 星期日 00:00-02:30 全港首播

## 聯合企畫

### 銀礦島篇
《銀礦島篇》（シルバーマイン編，Silver Mine）在新世界繼續冒險旅程的草帽海賊團，乘著巴特洛馬的「前進吧魯夫前輩號」朝著下個島嶼佐烏航行。非常仰慕草帽海賊團的巴特洛馬也與他們同行，想近距離欣賞魯夫等人的英姿。某天夜晚，魯夫和巴特洛馬受到突襲，被名為比爾的人率領的「銀色海賊聯盟」抓走了。兩人被帶到了一個全部由銀礦構成的島上，島上遍佈迷宮般的坑道，形成了一個巨大的要塞，魯夫和巴特洛馬能夠成功逃脫回到同伴的身邊嗎？襲擊魯夫夥伴們的比爾究竟有何目的？這個銀的操縱者又與新劇場版中的黃金大帝基爾德·泰佐羅有着怎樣的關係？
（Bill）
聲優：高橋廣樹（日本）；符爽（台灣）
銀色海賊聯盟的首領。夢想成為最強的海賊，野心是擊敗所有海賊，成為最偉大的存在。超人系「熔融果實」能力者，操縱銀的熔礦爐人，身體就是超高溫的熔礦爐能熔化礦石，製造出任何東西。
曾設計迪賽雅，假裝救了她，還將戰鬥艇送給她，其實是看上迪賽雅擁有統率力的利用價值，實際上會將不能派上用場的部下通通拋棄，丟至地下坑道。先後命令阿貝隆、貝瑟塔追撃魯夫等人，後向迪賽雅表明一切都只是在利用她而已，然而被魯夫先揍一拳，戰鬥處在下風，完全敵不過魯夫。
自己和以前的海賊團曾被泰佐羅很簡單地用金錢的力量打敗，因此屈服於泰佐羅的旗下，深刻地了解夢想什麼的根本沒用。後被田中先生說會被泰佐羅拋棄，一怒之下吃了許多礦石，身體瞬間進化，將周圍瞬間熔化，跟自然系能力沒什麼差別，最後被魯夫以灰熊槍擊敗。
迪賽雅（Desire）
聲優：甲斐田幸（日本）；許淑嬪（台灣）
身穿著特攻服的女性海賊，似乎與巴特洛馬有很深的緣分。原東海甜點海賊團總長「夜爐姐紅」（日文有請多關照的意思）。被稱為最高速的女海賊，總是在吃巧克力，性格表面上相當傲嬌，其實內心相當溫柔善良。
與巴特洛馬是兒時玩伴，曾有約好一起登上頂點的夢想，出身在同一座島上。其海賊團遭到不知名人物襲擊，她底下的女海賊也只剩下3名，被比爾所救還約定同心協力一起登上頂點。相當信任比爾。
與魯夫、巴特洛馬掉落至地下坑道，被阿貝隆追擊。說服地下坑道的礦工海賊們，與魯夫、巴特洛馬等人逃出地下坑道。後被魯夫等人所救，想與比爾作個了斷，當知道了比爾真正的目的而自己也被設計利用後相當憤怒。魯夫打敗比爾後，送魯夫、巴特洛馬回船上，非常感謝魯夫等人。
事後被巴特洛馬邀請加入海賊團，但拒絕了，因為再也不想追著他人的後面跑了，決心由自己與剩下的成員一起登上頂點，離開前給魯夫、巴特洛馬巧克力，然後就帶著她的海賊團繼續冒險了。
貝瑟塔（Peseta）
聲優：沼田祐介（日本）；孫中台（台灣）
銀色海賊聯盟的幹部，比爾的崇拜者，武器是黏膠彈。在阿貝隆失敗後，被比爾命令追撃魯夫等人，最後被索隆擊敗。
阿貝隆（Aveyron）
聲優：魚建（日本）；宋克軍（台灣）
銀色海賊聯盟的幹部。超人系「滾滾果實」能力者，礦車人。被比爾命令以四驅攻撃追撃魯夫等人，最後被魯夫擊敗。

### 黃金之心
《航海王特別篇：黃金之心》（ワンピース～ハートオブゴールド～）是電視動畫《ONE PIECE》的特別節目，於2016年7月16日在日本富士電視台播出。
該2小時特別節目為為電影版《航海王電影：GOLD》公開記念特別企畫，為電影版故事的前傳。為「週六PREMIUM」時段播出的《ONE PIECE》電視特別篇第八彈。
本作主題曲為「Destiny」，由同樣擔任電視動畫版第二首片尾曲的大槻真希所擔任作詞、作曲及演唱，編曲為大槻隆。插入曲為由飾演本作新角色的奧爾嘉聲優濱邊美波演唱。特別來賓邀請到知名俳優的小栗旬出演，飾演本作反派史上最凶殘最瘋狂的尋寶獵人。
故事圍繞一個神秘寶藏展開，講述傳聞知道尋寶方法的少女歐爾嘉以及追蹤少女的尋寶獵人馬德·托雷傑和草帽海賊團的寶藏爭奪戰。相傳「純金」是足以買下整個世界的神秘寶藏。在失落的傳說中的島嶼阿爾凱米出生的少女米斯基納·歐爾嘉因為知道獲得純金的方法被CP-0給抓起來，準備以軍艦將她送到馬力喬亞。就在這時受雇於基爾德·泰佐羅的寶藏獵人馬德·托雷傑突然對軍艦發動攻擊。趁亂逃出的歐爾嘉遇見草帽海賊團行人並答應帶他們前往純金的所在地。
米斯基納·歐爾嘉（Myskina Olga）
聲優：濱邊美波（日本）；許淑嬪（台灣）
鋼鐵之島「阿爾凱米」的居民，知道寶藏「纯金」所在地的神秘金髮少女。擁有嬌小可愛的外表，但性格卻相當野蠻邪惡，也很容易把心裡話說出來。在6歲時得到不治之症，促使父親為了至好自己的病而製造純金，因為戒指中的「纯金」的作用而獨自生活兩百年時間，因此實際年齡為206歲。後來從「阿爾凱米」逃出來沒多久就被CP-0及海軍給帶走，在途中被托雷加一行人所盯上，但還是順利靠伊麗莎白逃脫後與草帽海賊團相遇。中途手上的小純金不小心掉到水裡，引來超大海王類鮟鱇魚「燈籠大神」。原來傳說中的阿爾凱米是在鮟鱇魚的胃中，因為阿爾凱米生產金屬，然後鮟鱇魚喜歡這樣的東西，於是把他給吞掉。知道這件事情後草帽海賊團和迷彩人團就一起衝進鮟鱇魚胃裡。最後自身不治之症因為過兩白年已經有特效藥，被喬巴醫療過後與父親一起生活。
馬德·托雷傑（Mad Treasure，東立譯名：馬杜·特雷傑）
聲優：小栗旬（日本）；陳彥鈞（台灣）
托雷傑海賊團領袖。寶藏獵人，史上最凶殘最瘋狂的尋寶者，有著張揚的紅髮和纏滿全身的鎖鏈的特徵。笑聲很有特點，「沙拉拉拉拉」～（jarararara）。超人系「鎖鍊果實」（ ）能力者 鎖鏈人。體內可以自由伸出鎖鏈。也在《航海王電影：GOLD》中登場，曾經抓過娜美與卡莉娜。駕駛著一艘「翡翠鯊魚號」的船。
為得到寶藏「PURE GOLD」而追捕著知道方法與地點的少女歐爾嘉，被泰佐羅僱傭來尋找「純金」，曾對田中先生表示自己相當喜歡尋寶時過程的刺激，本身對寶藏沒什麼興趣。在本劇中與魯夫在燈籠大人體內的「阿爾凱米」展開激戰，戰鬥中認為夥伴只不就是利用就丟掉的東西，同時引起魯夫的憤怒被三檔象槍給擊敗。最後與夥伴生存在燈籠大神的體內。
娜歐蜜·多拉西庫（Naomi Drunk）
聲優：水原希子（日本）；詹雅菁（台灣）
托雷傑海賊團幹部。馬德·托雷傑的部下。酒鬼，喜愛珠寶，習慣首飾佩戴在身上，是個神射手。武器是配置小型「原動石」（曾在劇場版Z出現能與古代兵器匹敵的礦物）的特殊弓箭。在本劇中最後在「阿爾凱米」與索隆對戰，後被索隆擊敗。最後與夥伴生存在燈籠大神的體內。
賽可·P（Psycho P）
聲優：吉野裕行（日本）；宋克軍（台灣）
托雷傑海賊團幹部，馬德·托雷傑的部下。說話總是有帶著腔調，戴着寫着PSY的帽子，武器是刀，出身於北海。超人系「色彩果實」（ジャラジャラの実）能力者偽裝人。能更周圍的景色融合再一起，可以用噴漆使用透明色隱藏自己。在本劇中最後在「阿爾凱米」與香吉士對戰，後被香吉士擊敗。最後與夥伴生存在燈籠大神的體內。
米斯基納·阿希艾
聲優：澀川清彥（日本）；符爽（台灣）
阿爾凱米的居民，歐爾嘉的父親，是個科學家。造出「純金」的目的是為了治療好女兒歐爾嘉的不治之症讓她續命。
米斯基納·莉比雅
聲優：緒乃冬華（日本）；原音演出（台灣）
阿爾凱米的居民，歐爾嘉的母親。兩百年前因為丈夫製造「純金」出來，而被海賊及政府給盯上遭到狙殺身亡。
吉司蒙達
聲優：鈴木勝美（日本）；孫中台（台灣）
CP-0（紅色面具），受路基的指示與海軍調查米斯基那一族拿到「純金」護送歐爾嘉，途中被托雷傑等人給襲擊。
尤奇穆拉（Yukimura）
聲優：增谷康紀（日本）；符爽（台灣）
海軍本部少將與CP-0護送奧爾加回馬力喬亞，途中被賽庫·P給打敗。
伊莉莎白
聲優：水田山葵（日本）；詹雅菁（台灣）
歐爾嘉帶來的水上蜥蜴。
查貝斯
聲優：水田山葵（日本）；宋克軍（台灣）
魯夫所騎乘的水上蜥蜴。
燈籠大神（Bonbori）
巨大的燈籠鮟康魚，特別喜歡「純金」的光芒。

### 短篇動畫
全名為『ONE PIECE FILM GOLD 〜episode 0〜 711ver.』。7-11商品附贈的10分鐘短篇動畫。與劇場版正篇有連結。

## 外部連結
- 日本官方網站 （页面存档备份，存于） （日語）
- 航海王電影：GOLD的X（前Twitter）（日語）